# Autossugestão
Autossugestão é a sugestão (influência de uma ideia persistente) que alguém exerce sobre si mesmo, provocando alterações de comportamento. É um conceito amplamente utilizado nas técnicas de pensamento positivo, programação neurolinguística e relaxamento, entre outras.

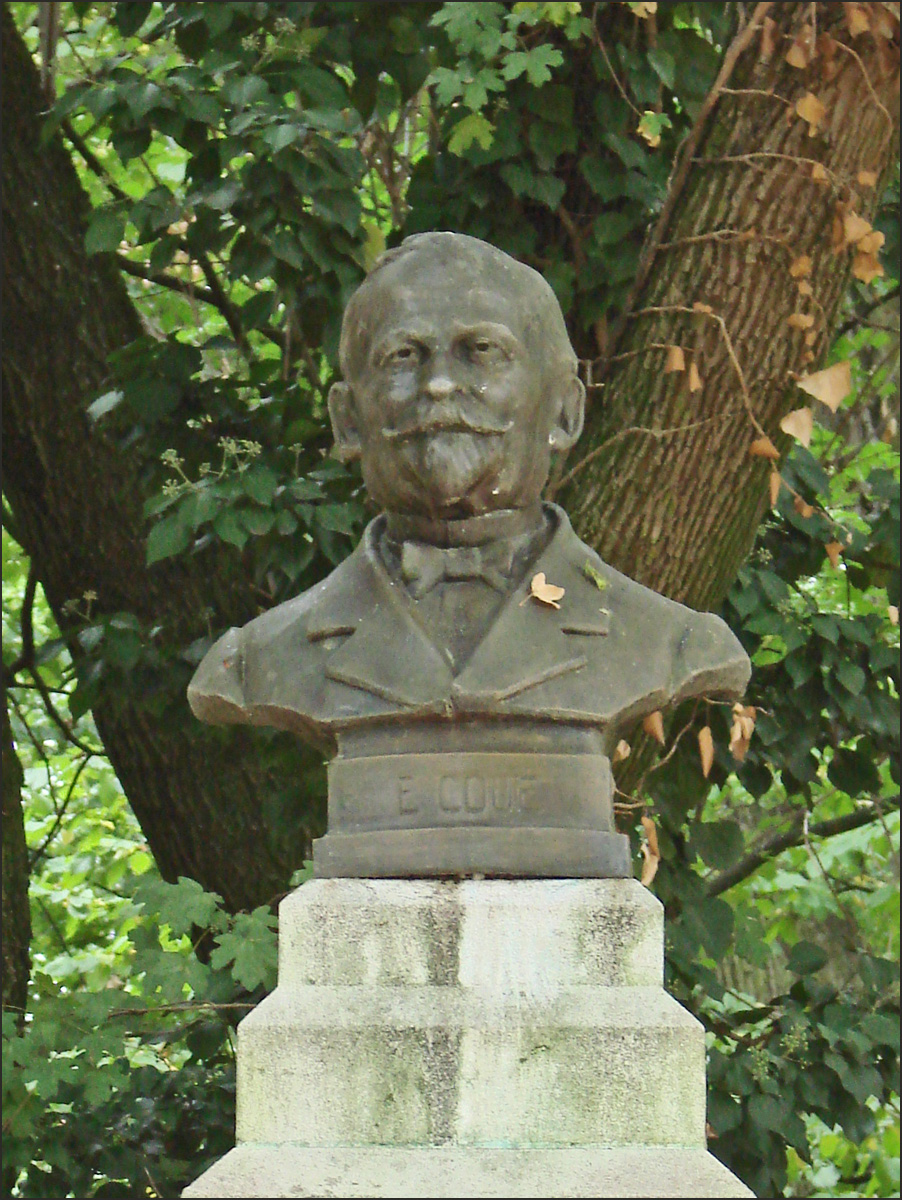
Busto de Émile Coué (1857-1926), um dos popularizadores da autossugestão, num parque em Nancy